# Veuve Clicquot
Veuve Clicquot Ponsardin (pronúncia em francês: [vœv kliko põsaʁdɛ̃]) é uma casa de  champanhe de Reims, França, e uma marca de champanhe, facilmente reconhecida pelo distinto rótulo laranja em sua garrafa. Fundada em 1772 por Philippe Clicquot-Muiron, Veuve Clicquot desempenhou um importante papel no estabelecimento do champanhe como bebida escolhida pela nobreza e pela rica burguesia europeia. Situada em Reims, Veuve Clicquot faz parte do grupo Louis Vuitton Moët Hennessy de artigos de luxo desde 1987.

## História
Nicole-Barbe Ponsardin, nascida em 16 de dezembro de 1777, casou-se com François Clicquot, filho de Philippe Clicquot-Muiron, em 10 de junho de 1798. Mas seu marido morreu em 23 de outubro de 1805, deixando-a viúva (veuve em francês) e no controle da companhia. Até aquele momento, a companhia dividia suas atividades entre a produção de champanhe, serviços bancários e comercialização de lã. Sob comando de Madame Clicquot, a companhia concentrou seu foco inteiramente na produção de champanhe.

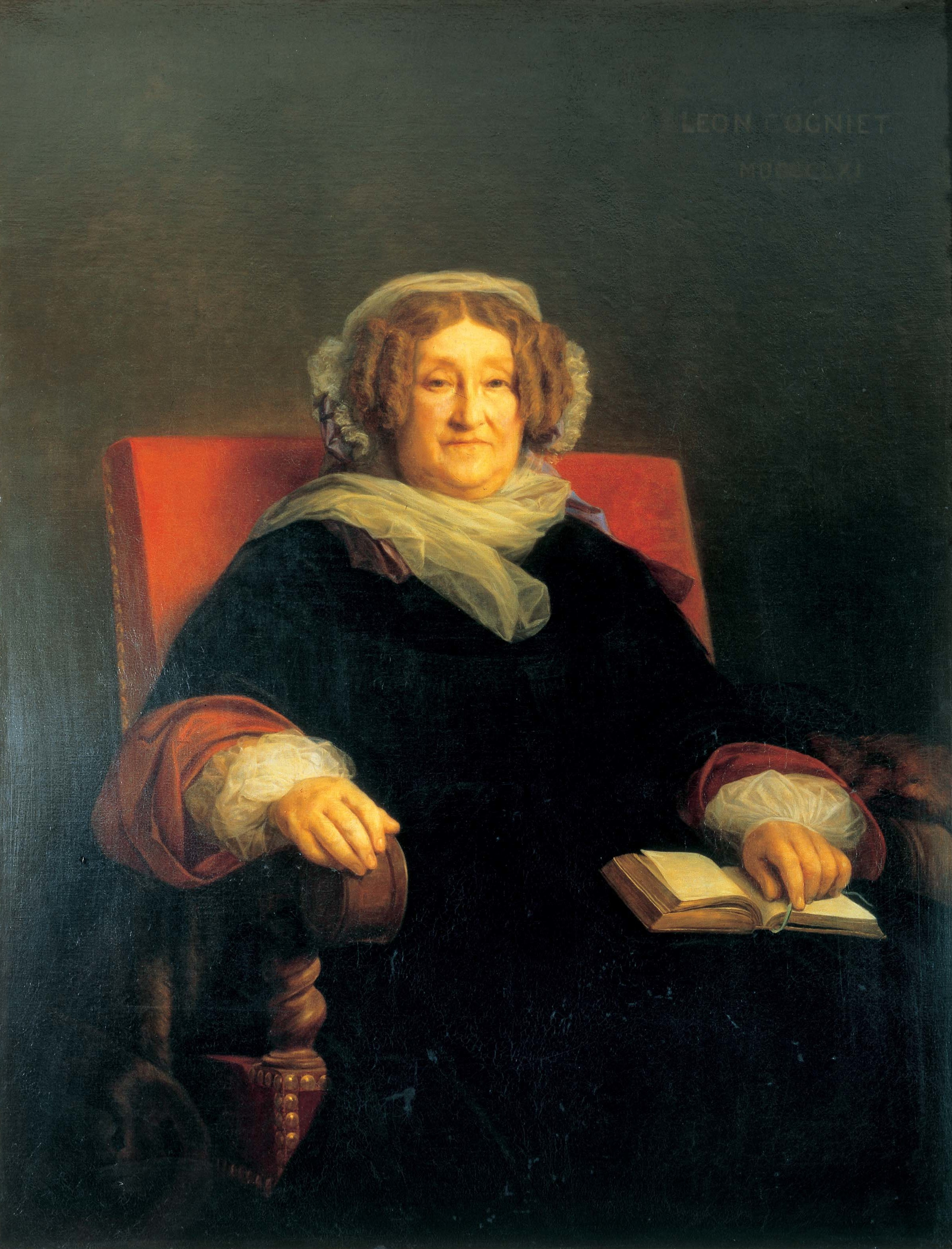
Retrato de Madame Clicquot.

Durante as Guerras Napoleônicas, foi bem sucedida exportando sua champanhe (ao Império Russo em 1814, entre outros) e estabelecendo-a nas cortes reais. Na corte imperial brasileira, remessas desta champanhe foram enviadas por encomenda ao imperador Pedro II.
Madame Clicquot morreu em 29 de julho de 1866, deixando uma bem estabelecida marca de champanhe.

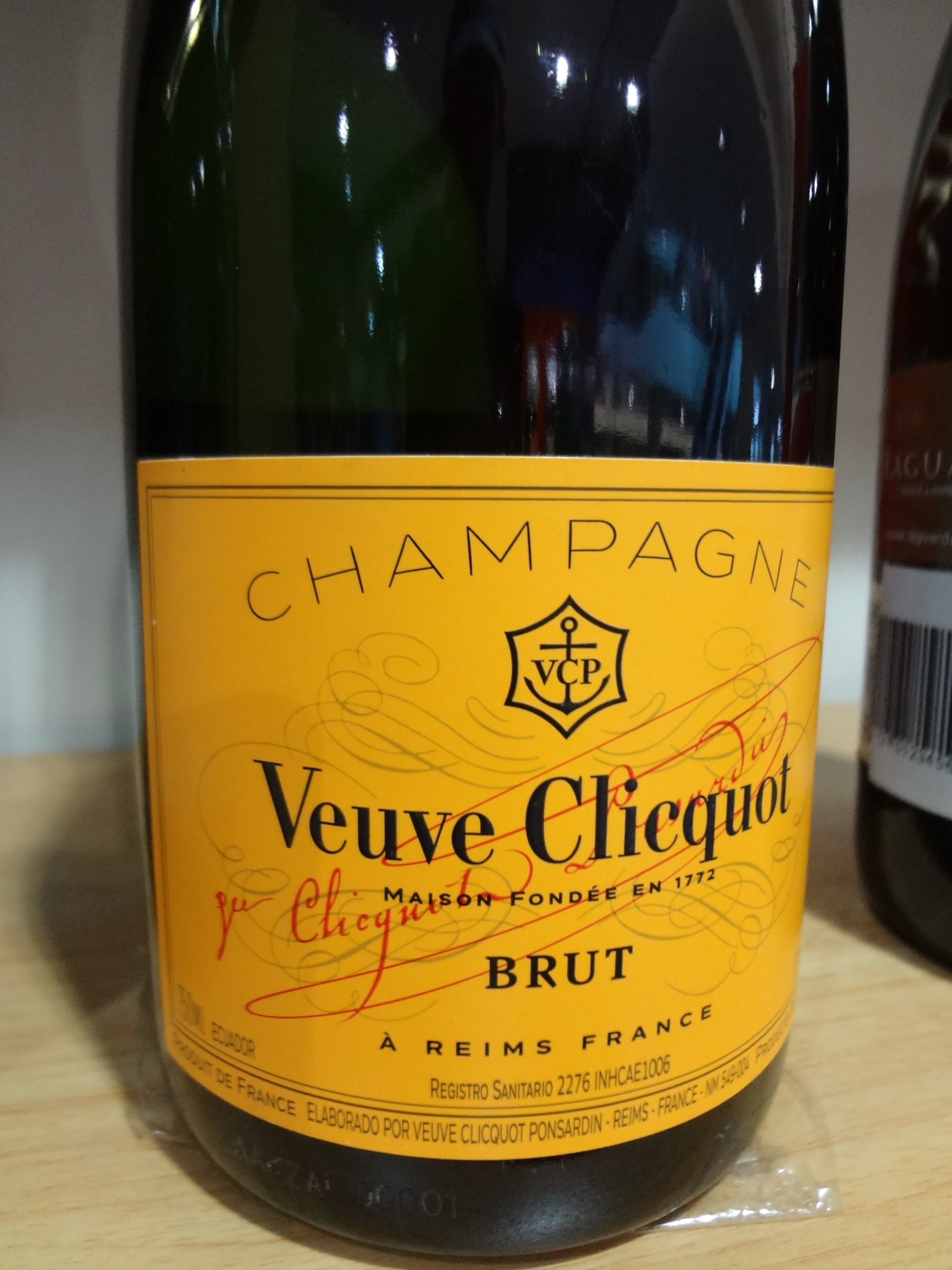

## Industrialização da champanhe

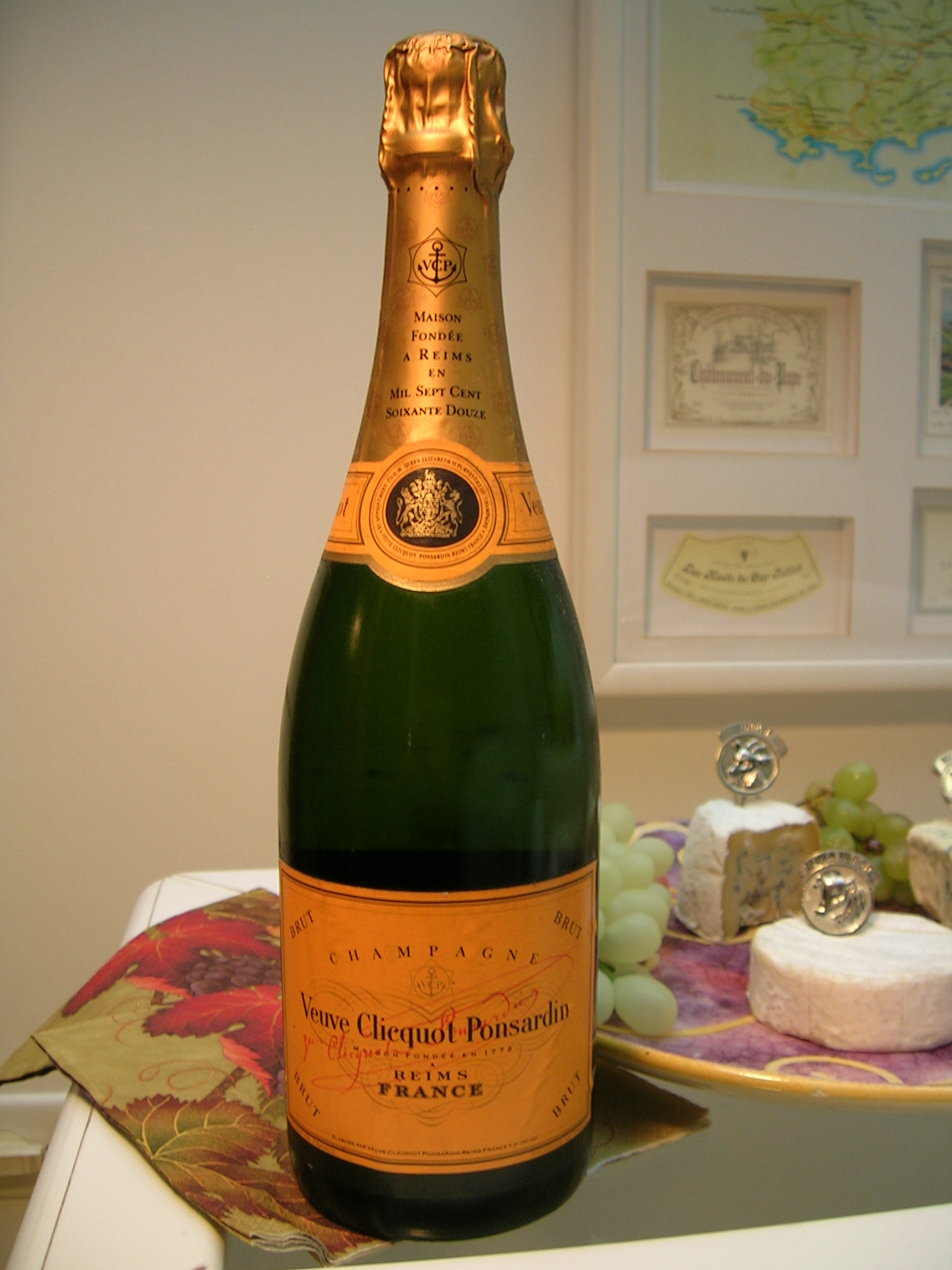
Garrafa de Veuve Clicquot em mesa de degustação.

O processo de industrialização da produção de champanhe é creditado a Madame Clicquot no início do século XIX. Com a ajuda de seu mestre de adega, Antoine de Müller, Clicquot inventou o riddling rack (inclinação gradual das garrafas até a vertical), que permitia o dégorgement (degolação, eliminação) de restos de levedura e sedimentos do vinho num processo de purificação da bebida.
A invenção de Clicquot compunha-se de uma mesa de madeira com buracos circulares nela perfurados, que permitia à garrafa de vinho ser presa sur point (de ponta-cabeça após centrifugação manual). Todo dia, um ajudante de mestre de adega cuidadosamente sacudia e girava (remuage) a garrafa para conduzir os restos de levedura e sedimentos acumulados no gargalo. Uma vez acumulados, a tampa era congelada. Após a retirada da rolha, os sedimentos eram expulsos naturalmente pela expansão dos gases. O vinho, purificado, era novamente lacrado com rolha.
A champanhe Veuve Clicquot tem o selo de autorização real, dada por Elizabeth II para comercialização no Reino Unido.